# Røveriet paa Væddeløbsbanen
Røveriet paa Væddeløbsbanen er en dansk stum melodramafilm fra 1911 produceret af Nordisk Films Kompagni og instrueret af William Augustinus efter manuskript af Christian Nobel.
Filmen havde dansk premiere den 7. oktober 1911 i Biograf-Theatret. Den blev i USA distribueret som The Burglar's Love.

## Handling
En tyv begår indbrud i et hus, men da han ser husets smukke datter, bliver han så betaget af hende, at han ikke kan stjæle fra hende. Han forlader huset uden at tage noget, til hans medsammensvornes store utilfredshed. Han opsøger kvinden igen, og hun ender med at acceptere han frieri. Han modtager fra sine gamle venner en besked om, at der er gode "forretninger" at gøre på væddeløbsbanen, og modvilligt møder han op, hvor han stjæler en taske fra en anden kvinde. Tyveriet bliver imidlertid optaget af et kamera, og kort efter går han i biografen med sin forlovede, der ser tyveriet på lærredet. Hun forlader ham. Noget tid senere redder han sin tidligere forlovede fra at blive røvet af de gamle tyve-venner, og han får hende overbevist om, at han har forandret sig, og alt ender godt.

## Medvirkende
- Clara Wieth som Ellen, en ung pige
- Frederik Jacobsen som Ellens far
- Ellen Kornbeck, som Ellens mor
- Carlo Wieth, som Knut, en ung fordærvet mand
- Lauritz Olsen, som Tom, tyv